# جاك فيتزباتريك (سياسي)
جاك فيتزباتريك (بالإنجليزية: Jack Fitzpatrick)‏ هو سياسي أمريكي، ولد في 5 أبريل 1923، وتوفي في 23 يوليو 2011. حزبياً، نشط في الحزب الجمهوري.